# Manuel Barbachano Ponce
Manuel Barbachano Ponce (Mérida, Yucatán, México, 4 de abril de 1925 - 29 de octubre de 1994) fue un productor, director, guionista y gran impulsor del cine mexicano, uno de los iniciadores del movimiento del cine mexicano independiente de la industria del cine del Estado. Primo del escritor Juan García Ponce, y bisnieto de Miguel Barbachano y Tarrazo, gobernador de Yucatán en cinco ocasiones.

## Primeros años
Estudió publicidad y mercadotecnia en la Universidad de Columbia, en los Estados Unidos. En 1947 comenzó a escribir guiones cinematográficos para varias compañías. En 1950 produjo, con Carlos Velo, el noticiero cinematográfico semanal Tele Revista, con la participación de Jomí García Ascot, Fernando Gou, Walter Reuter y Fernando Marcos González. Fundó la compañía Teleproducciones y, con ella, realizó los documentales El cilindrero, El Botas, Tierra de chicle, Toreros mexicanos y Pintura mural. Su primera obra cinematográfica fue la adaptación de cuatro historias basadas en cuentos de Francisco Rojas González: Raíces (1955), dirigida por Benito Alazraki.

## Trabajo en televisión y empresario impulsor del cine mexicano
A partir de la segunda mitad de la década de 1960 comenzó a trabajar para la televisión. A finales de la década de 1970 regresó al cine: adquirió la compañía Clasa Films Mundiales, con la cual impulsó a directores como Jaime Humberto Hermosillo (María de mi corazón, 1979) y Paul Leduc (Frida, naturaleza viva, 1984/1986).
En 1974 y 1975, aparecía como vocal y accionista (junto con el expresidente Miguel Alemán Valdés) del consejo de administración del diario Avance, editado e impreso en la Ciudad de México.

## Lista de obras

### Como productor
- Raíces (1955)
- ¡Torero! (1956), un documental acerca del torero Luis Procuna
- Los clarines del miedo (1958)
- Chistelandia (1958)
- Nueva Chistelandia (1958)
- Vuelve Chistelandia (1958)
- Café Colón (1959)
- Nazarín (1959)
- Sonatas aka Las aventuras del marqués de Bradomin (1959)
- El gallo de oro (1964), dirigida por Roberto Gavaldón y basada en un texto de Juan Rulfo
- Un alma pura (1965) (adaptación de un texto de Carlos Fuentes)
- Tajimara (1965) (adaptación de un texto de Juan José Gurrola)
- Lola de mi vida (1965) (adaptación de un texto de Gabriel García Márquez;[9])
- Amor, amor, amor (1965)
- Las dos Elenas (1965) (adaptación de un texto de Carlos Fuentes)
- La sunamita (1965) (adaptación de un texto de Inés Arredondo)
- La viuda (1965)
- Pedro Páramo (1967)
- María de mi corazón (1981)
- Confidencias (1982), dirigida por Jaime Humberto Hermosillo
- Frida, naturaleza viva aka Frida (EE. UU., 1984/1986)
- Doña Herlinda y su hijo (1985)
- De veras me atrapaste (1985)
- Clandestino destino (1987, dirigida por Jaime Humberto Hermosillo)
- Tequila (1992, dirigida por Rubén Gámez)
- La tarea prohibida (1992)

### Como guionista
- Se está volviendo gobierno (1915–1919) (1992)
- Pedro Páramo (1967, con base en texto de Juan Rulfo)
- Raíces (1955)

### Como director
- Chistelandia (1958)
- Nueva Chistelandia (1958)
- Vuelve Chistelandia (1958)

## Premios y distinciones
Premios Óscar
| Año  | Categoría        | Película | Resultado |
| ---- | ---------------- | -------- | --------- |
| 1958 | Mejor documental | Torero!  | Nominado  |

La película Raíces, dirigida por Benito Alazraki, recibió el Premio de la Crítica (1954) en Cannes. La película Nazarín, dirigida por Luis Buñuel, recibió el Premio Internacional del Jurado (1959) en Cannes. La Cineteca Nacional le ofreció un homenaje en 1990, al otorgarle la Medalla Salvador Toscano de ese año al mérito cinematográfico. Ganó el cuarto lugar del Primer Concurso de Cine Experimental (1965) por Amor, amor, amor. Se hizo acreedor al premio por la crítica en el Festival de Mar del Plata, en Argentina (1965). Recibió un homenaje en el Festival de La Habana. En su estado natal la Cineteca Nacional lleva su nombre.